# Aerolíneas Makiza
Aerolíneas Makiza, también conocido como Aerolíneas, es el segundo álbum de estudio del grupo de hip hop chileno Makiza, lanzado en 15 de noviembre de 1999. Este sería el primero del grupo grabado con una discográfica (Sony Music), llamando la atención de esta con su maqueta Vida Salvaje. Este sería numerosamente elogiado, transformándose en uno de los trabajos más aclamados del hip hop en Chile, siendo comparado con otros grandes discos como Ser humano!! de Tiro de Gracia.
Su primer sencillo "La rosa de los vientos" (también lanzado como video musical) logró un gran éxito alcanzando los primeros lugares en las listas musicales chilenas, el que sería llamado "himno del hip hop", tocando temas que eran tabú como la vida en el exilio. A este le siguieron como sencillo "En paro" (censurado por su polémico contenido político) y "La chupaya", acompañado de un video musical dirigido por Carlos Moena.
En abril de 2008, la edición chilena de la revista Rolling Stone situó a este álbum como el 30.º mejor disco chileno de todos los tiempos.

## Lista de canciones
1. Despegue (1:13)
2. Versos Al Viento (4:18)
3. La Chupaya (4:15)
4. A Propósito de Coincidencias (3:15)
5. La Rosa de Los Vientos (5:09)
6. Tu Luz + Su Luz (4:21)
7. In Loco Parentis (4:33)
8. En Paro (4:32)
9. La Vida Es Como Un Sueño (4:33)
10. Otra Vez (0:47)
11. La Misión (4:44)
12. La Saga (4:05)
13. Tornamento (1:47)
14. Un Día Cualquiera (3:27)
15. Esencia De Vida (4:51)
16. Gigolo (3:18)
17. Alquimia (5:18)
18. Vidas Entrelazadas (3:37)
19. Con Elegancia (3:21)
20. Aterrizaje (0:53)

Notas
- «La rosa de los vientos» usa el sample «Gin and Juice» de Snoop Dogg, «The Only Thing I Would Wish For» de Angela Bofill, «Does As de la Does» de De La Soul, «Bad Boys de Marseille» de Akhenaton.
- «En paro» usa el sample «Light My Fire» de Shirley Bassey.
- «La Chupaya» usa el sample «Plástico» de Rubén Blades.
- «A Propósito de Coincidencias» usa el sample «Guajira en Azul» de Cal Tjader y Eddie Palmieri.

## Músicos
- Anita Tijoux (voz)
- Seo2 (voz)
- Squat (Dj)
- Cenzi (música y producción)